# Freyeria parva
Freyeria parva är en fjärilsart som beskrevs av Murray 1874. Freyeria parva ingår i släktet Freyeria och familjen juvelvingar. Inga underarter finns listade i Catalogue of Life.